# 谷山–志村予想
谷山–志村予想（たにやま-しむらよそう、英: Modularity Theorem）とは、「有理数体上に定義された楕円曲線はすべてモジュラーである」という定理である。
1955年に日本の数学者の谷山豊によって提起され、1960年代以降に数学者の志村五郎によって定式化された。

この予想はアンドリュー・ワイルズとクリストフ・ブルイユ、ブライアン・コンラッド、フレッド・ダイアモンド、リチャード・テイラーらによって証明された。今日ではモジュラー性定理またはモジュラリティ定理（modularity theorem）と呼ばれ、20世紀数学の快挙の一つとされている。ワイルズは半安定楕円曲線に対する谷山・志村予想を証明することでフェルマーの最終定理を証明した。
モジュラリティ定理は、ロバート・ラングランズによるより一般的な予想の特別な場合でもある。ラングランズ・プログラムは、保型形式、あるいは保型表現（適切なモジュラ形式の一般化）を、例えば数体上の任意の楕円曲線のような、より一般的な数論的代数幾何学の対象へ関連付けようとする。拡張された予想のうち、ほとんどのケースは未だ証明されていないが、Freitas, Le Hung & Siksek (2015) が実二次体上定義された楕円曲線がモジュラーであることを証明した。

## 概要
モジュラー定理とは、志村五郎による定式化によれば、任意の Q 上の楕円曲線には、ある整数 N に対するモジュラー曲線
{\displaystyle X_{0}(N)\ }
からの非定数有理写像が存在する、というものである。この曲線には明示的に定義が与えられ、整数係数を持つ。レベル N のモジュラのパラメタ表示（modular parametrization）と呼ばれる。N がそのようなパラメタ表示の中で最小の整数（モジュラリティ定理自体により、導手という数値として知られる）であれば、このパラメタ表示は、重さ 2 でレベル N の特殊なモジュラ形式、すなわち、（必要であれば同種に従い）正規化された整数のq-展開をもつ新形式(newform)の生成する写像として、定義される。
モジュラリティ定理は、次の谷山豊による解析的なステートメントにも言い換えられる。Q 上の楕円曲線 E の楕円曲線のL-函数を L(s, E) とする。このL-函数は、ディリクレ級数であり、
{\displaystyle L(s,E)=\sum _{n=1}^{\infty }{\frac {a_{n}}{n^{s}}}}
と表すことができる。
係数 {\displaystyle a_{n}} の一種の母函数を
{\displaystyle f(q,E)=\sum _{n=1}^{\infty }a_{n}q^{n}}
で定義する。q に
{\displaystyle q=e^{2\pi i\tau }\ }
を代入すると、上半平面上の複素変数 τ の函数 {\displaystyle f(\tau ,E)} が得られる。これは一種のフーリエ級数である。このようにして得られた函数が、重さ 2 でレベル N の新形式、特に正規化されたカスプ形式でありヘッケ作用素の同時固有形式である、というのがモジュラリティ定理の別の述べ方である。これから E に対するハッセ・ヴェイユ予想(Hasse–Weil conjecture)が従う。
逆に、重さ 2 の有理数係数の新形式は、有理数体上定義された楕円曲線の正則微分(holomorphic differential)に対応する。モジュラ曲線のヤコビ多様体は、同種による違いを除くと、重さ 2 のヘッケ固有形式に対応する既約アーベル多様体の積として書くことができる。1-次元要素は楕円曲線である。（高次元要素も存在するので、この積表示に出てくるアーベル多様体がすべて楕円曲線であるわけではない。有理数係数のヘッケ固有形式に対応するアーベル多様体が楕円曲線になっている。）有理数体上の楕円曲線の L 函数に対応するカスプ形式からこの方法で構成される楕円曲線は、元々の曲線と同種である（一般には同型にはならない）。

## モジュラーな楕円曲線
楕円曲線{\displaystyle E}がモジュラーな楕円曲線であるとはモジュラー曲線{\displaystyle X_{0}\left(N\right)}から射影代数曲線としての全射{\displaystyle X_{0}\left(N\right)\to E}があること、と説明するのが最も簡潔である。これは上のL函数の一致という定義と同値である。またヤコビ多様体を使った言い換えも出来る。以下ではそれを説明する。

### モジュラー曲線のヤコビアン
リーマン面 {\displaystyle X}のヤコビアン(Jacobian（もしくはヤコビ多様体）は {\displaystyle X} がコンパクト化されたモジュラー曲線{\displaystyle X\left(\Gamma \right)}である場合にはより明示的な表示が出来る。
この場合、{\displaystyle \Omega _{hol}^{1}\left(X\right)} の要素は、
ウェイト 2 のカスプ形式 た{\displaystyle f\in {\mathcal {S}}_{2}\left(\Gamma \right)}と強く結びついている。
与えられた{\displaystyle f\in {\mathcal {S}}_{2}\left(\Gamma \right)}から作られる 1形式 {\displaystyle \omega \left(f\right)} は一意的
(本質的に、{\displaystyle f(\tau )d\tau } に等しい)。つまり、写像
{\displaystyle \omega :{\mathcal {S}}_{2}\left(\Gamma \right)\rightarrow \Omega _{hol}^{1}\left(X\right),}
は同相である。よって、その双対写像
{\displaystyle \omega ^{\wedge }:\Omega _{hol}^{1}\left(X\right)^{\wedge }\rightarrow {\mathcal {S}}_{2}\left(\Gamma \right)^{\wedge },}
もまた同相であるから{\displaystyle {\mathcal {S}}_{2}\left(\Gamma \right)^{\wedge }}は{\displaystyle \Omega _{hol}^{1}\left(X\left(\Gamma \right)\right)^{\wedge }}と同一視出来る。よって次のような定義は妥当である；
{\displaystyle \mathrm {Jac} (X\left(\Gamma \right)):={\mathcal {S}}_{2}\left(\Gamma \right)^{\wedge }/\omega ^{\wedge }\left(H_{1}\left(X\left(\Gamma \right),\mathbb {Z} \right)\right)}
。
モジュラー曲線を直接扱わずヤコビアンを扱うことには以下のような理由があることを留意すべきである。1つは、モジュラー曲線にカスプを加えてコンパクト化したリーマン面は一般に種数 {\displaystyle g\geq 0} であり、{\displaystyle g>1} の場合、群構造を持たなくなるのに対して、ヤコビアンの方はその場合でも群構造を持っているので扱いやすい点と、もう1つはモジュラー曲線をヤコビアンに埋め込むことができる点である。

### 新形式に付随するアーベル多様体
新形式(new form){\displaystyle f\in {\mathcal {S}}_{2}\left(\Gamma _{0}\left(N\right)\right)}に対して、アーベル多様体 {\displaystyle A_{f}}を
{\displaystyle A_{f}:=J_{0}\left(N\right)/I_{f}J_{0}\left(N\right),}
によって定義する。ただし、{\displaystyle I_{f}}は、
{\displaystyle I_{f}:=\{T\in \mathbb {T} _{Z}:=\mathbb {Z} [T_{p},\langle d\rangle ]|Tf=0\}}。
ここで{\displaystyle T_{p}}をヘッケ作用素、{\displaystyle \langle d\rangle }をダイアモンド作用素である。即ち{\displaystyle \mathbb {T} _{Z}}は整数係数のヘッケ環である。
(アーベル多様体{\displaystyle A_{f}}の次元は{\displaystyle \mathbb {[K} _{f}:\mathbb {Q} ]=1}である。ただし、{\displaystyle K_{f}:=\mathbb {Q} \left(\{a_{n}\}\right)}は{\displaystyle f(\tau )=\sum _{n=1}^{\infty }a_{n}q^{n}}の数体である)。
ここで{\displaystyle T}を{\displaystyle T_{p}}または{\displaystyle \langle d\rangle }とするとき、これはヤコビアン{\displaystyle J_{0}\left(N\right):=\mathrm {Jac} \left(X_{0}\left(N\right)\right)}に以下のように作用する。
{\displaystyle T:J_{0}\left(N\right)\rightarrow J_{0}\left(N\right),\quad [\varphi ]\mapsto [\varphi \circ T],\quad \varphi \in {\mathcal {S}}_{2}\left(\Gamma _{0}\left(N\right)\right)^{\wedge }.}
これは、double coset operatorの定義と、ヘッケ作用素がdouble coset operatorの特殊な場合であることから導かれる。なお、記号{\displaystyle [\quad ]}は同値類の意味である。

### モジュラー曲線のヤコビアンの分解
この時、ヤコビアン{\displaystyle J_{0}\left(N\right):=\mathrm {Jac} (X_{0}\left(N\right))}は、ヘッケ作用素によって次のように分解される。
{\displaystyle J_{0}\rightarrow \bigoplus _{f}\left(A_{f}\right)^{m_{f}}.}
ここで、{\displaystyle f}に関する和は、新形式{\displaystyle f\in {\mathcal {S}}_{2}\left(\Gamma _{0}\left(M_{f}\right)\right)}に
入れたある同値関係によって分類される同値類の代表元についての和、
{\displaystyle M_{f}}は{\displaystyle N}の約数、{\displaystyle m_{f}}は{\displaystyle N/M_{f}}の約数の数である。
また、写像{\displaystyle \rightarrow }は、同種(isogeny, 2つのトーラス間に成立する正則な準同型写像のこと。ここで、トーラスは必ずしも種数{\displaystyle g=1}でなくてよい。)の意味である。
{\displaystyle A_{f}}は{\displaystyle 1}次元アーベル多様体であるから複素トーラスに同相、したがって楕円曲線に同相である。このようにして構成された楕円曲線(に同種な楕円曲線)をモジュラーな楕円曲線と言う。
与えられた、有理数係数を持った{\displaystyle f\in {\mathcal {S}}_{2}}からモジュラーな楕円曲線の方程式を構成するアルゴリズムについては文献を参照せよ。

## 予想の生い立ちと呼称の変遷

### 1955年：谷山の問題
1955年、「代数的整数論に関する国際会議」が9月8日から9月13日までの日程で東京と日光を会場として開催された。外国からはアンドレ・ヴェイユやジャン＝ピエール・セールが招かれ、日本からは志村五郎や谷山豊が参加した。この会議で多くの人から問題が集められ配布された。その中で谷山は次の問題を（他の問題とともに）提出した。
問題12を谷山・志村予想の端緒・原型と考える人もいる。足立は、問題13を「モデュラー曲線でパラメトライズされる楕円曲線を特徴づけよ」という問題だと解釈したうえで、これは問題12と同値であるとし、これらの問題を谷山・志村予想の原型としている。
一方、志村は、谷山の問題をこの予想の起源と見ることもできるかもしれないが、『記憶の切繪図』（筑摩書房、2008年）のなかで「有理数体上の楕円曲線はモジュラー関数で一意化される」という命題を「私の予想」と呼んでおり、谷山が1955年に提案した問題とは無関係だとしている。志村は
ここで「有理数体上の楕円曲線はモジュラー関数で一意化される」という私の予想について説明しておこう。これは一九六四年九月頃に私がふたりの数学者に話したもので、その事はよく知られている。この予想はその三十数年後に証明されて、今では定理になっている。　ところで、これに関係ある言明を谷山豊がしているが、その意味と上記の私の言ったこととの関係を完全に理解している人は数学者も含めてほとんどいないのではないかと思われるので、その事を詳しく説明しよう。また私の口からはっきり言ってほしいと思っている人も多いであろう。
（中略）
私はこの問題に関する限り谷山と議論したことはない。はじめに書いたように私は私流の理論をひとりで構築していたから、彼のこの言明には全く重きをおいていなかった。その上、モジュラー関数以外のヘッケのいう保型形式は役に立たないと始から考えていたから無視していた。実はそれ以外に重要な保型形式があるが、そのことはここで考えない。また私は谷山と共著の本があるが、それは全く無関係である。もうひとつ書くと、一九五五年以後一九六〇年代にかけて、そういう代数曲線のゼータ関数を研究し、それを決定するなどという研究をしたのはおそらく私ひとりであったと思われる。谷山はそういうことはやらなかった。彼はヘッケの論文は読んでいたが、一変数の保型形式・関数の理論を自分のものにしていなかったように思われる。…
と述べている。
また志村は谷山の問題12の問題点を次のように指摘している。まず、問題12では任意の代数体上の楕円曲線の L 関数について言及しているが、有理数体上の楕円曲線に限定しなければ意味がない。なぜ谷山が有理数体に限定しなかったかというと、問題13に見られるように谷山はモジュラー形式と虚数乗法論の関係に興味を持っていたので、問題12においても虚数乗法を持つ楕円曲線が考察の対象として含まれるようにしたかったのではないか、と志村は想像している。また、問題12で谷山が述べている automorphic form はモジュラー形式よりもはるかに一般的な関数を念頭においたものだという。志村は、谷山は問題12を述べるにあたって細心の注意を払っていなかったのではないかと言っている。

### 1955年：非公式討論会
「代数的整数論に関する国際会議」が開催されていた1955年9月12日の夜、昼間に行われた志村、谷山、ヴェイユらの講演により虚数乗法論に予想外の進展があったため、ヴェイユの発案で「虚数乗法に関する非公式討論会」が行われた。この討論会は前述の3名を含む30名ばかりが集まって行われた。この討論会において、谷山とヴェイユは次の会話をしている（「W」はヴェイユ）。
志村は、この記録を一つの根拠に、ヴェイユは谷山・志村予想の正しさを信じていなかったという。
足立は、この記録を根拠に、ヴェイユがこうした問題に十分関心を持っていたことは明らかだという。
1958年11月17日の月曜日の朝、谷山は若くして自殺する。

### 1964年：プリンストンの志村
1960年代の前半、モジュラーな楕円曲線は有理数体上定義された楕円曲線のうちのほんの一部に過ぎないと広く思い込まれていた。ただ一人の例外は志村であった。
1964年、プリンストン高等学術研究所で催されたあるパーティーでのことだった。セールが志村のところにやってきて、「あなたのモジュラー曲線についての研究結果はそんなにいいものではない、なぜなら有理数体上定義された任意の楕円曲線に対して適用できるものではないのだから」と言ったという。志村はセールに「そのような曲線（有理数体上定義された任意の楕円曲線のこと）はすべてモジュラー曲線のヤコビ多様体の商になると思っている」と返答したという。数日後、ヴェイユが志村のところにやってきて、本当にそんなことを言ったのか、と尋ねた。志村は「ええ。もっともらしいとは思いませんか？」と返答したという。
ヴェイユは1979年に出版されたヴェイユ全集のコメントの中でこのような会話があったことを肯定している。そしてこの予想について考えたあと、後述する1967年の論文を公表した。
一方セールは、このような会話があったことは十分に考えられるが、本当にあったかどうかはわからないという。もし志村がすべての楕円曲線がモジュラーであることの根拠を少しでも述べていたら印象に残り覚えていただろうが、そうではなかったので（本当にこのような会話があったとしても）記憶に残らなかったのだろうと言っている。

### 1967年：ヴェイユの論文
1964年頃、楕円曲線のゼータ関数に対する関心が増したヴェイユは、無数の関数等式を使えばヘッケよりも精密な結果に到達できるのではないか、という以前から持っていたアイデアを、これらのゼータ関数を実験の対象として考えた。ヴェイユは志村から聞いた予想について考え、論文「関数等式達によるディリクレ級数の決定について」を発表した。この論文で楕円曲線のゼータ関数とそれをねじったものの十分多くが関数等式を持つならばそれはモジュラー形式のメリン変換から得られることが証明された。
さらにこの論文の中で彼は、そのモジュラー形式のレベルは楕円曲線の導手でなければならないことも示唆した。これによって楕円曲線がモジュラーであるかどうか数値的に検証することができるようになった。
1966年の夏、ヴェイユはこのことをセールにコーヒーハウスで説明した。セールはそのときのことを鮮明に覚えているという。色々な事実が噛み合いはじめ、歯車が回り始めた。なぜ導手が1の楕円曲線が存在しないのか？それはモジュラー曲線
X0(1)
の種数が0だからだ！セールは家に帰って小さな導手を持つ楕円曲線をチェックしてみた。導手 N が11未満の楕円曲線は無く、16の楕円曲線も無かった。このことはそのレベルのモジュラー曲線
X0(N)
の種数が0であることと符号していた。数時間の内にセールは谷山・志村予想が正しいことを確信するに至った。
一方、ヴェイユはこの予想が成立するかどうかは依然疑わしいとこの論文に書いた。そしてこれについては「興味ある読者への演習問題としよう」という冗談でこの論文を締めくくった。その後、1979年には、いくつかの部分的な結果が付け加わったので最早これを「予想」と呼ぶことをためらわなくなった。
ヴェイユのこの研究によってこの予想は広く知られるようになった。谷山の問題のことは忘れられていたので、この論文の公表から10年間、この予想はヴェイユ予想と呼ばれることになる。

### 1970年代：谷山の問題の再発見
1976年頃、セールは谷山全集のコピーを買った。そして問題12の日本語版が全集に収録されているものの英語版は収録されていないことに気付いた。そこで1977年に公表した 𝓁 進表現についての論文の中で谷山の問題12の1955年英語版を再掲した。英語版の谷山の問題が広く公開されたのはこのときがはじめてであっただろうと言われている。このときからセールはこの予想をヴェイユ予想と呼ぶのをやめ谷山・ヴェイユ予想と呼ぶようになった。セールは「このせいで呼称に関する苦い論争に巻き込まれることになってしまった」と言っている。
70年代においても、この予想の成立に志村が果たした役割はまだ十分に認識されていなかった。理由の一つに、志村が出版物の中でこの予想に言及したことがないことがあげられる。

### 1980年代：フェルマー予想
1986年の夏、ケン・リベットがセールの ε 予想を証明した。これから、フェルマー予想を証明するには半安定楕円曲線に対する谷山・志村予想を証明すればよいことになった。
この頃、サージ・ラングは次のような会話がヴェイユと志村の間で交わされたとセールから聞いた。
ヴェイユ「なぜ谷山はすべての楕円曲線はモジュラーだと考えたのか？」
志村「あなたが谷山に教えたのです。あなたはそのことを忘れてしまった」
このような会話が本当にあったのかどうか、ラングは志村とヴェイユに確認を取った。1986年8月13日に志村から返信があった。彼の回答は「このような会話がなされるはずがない」という断定的なものだった。志村はその根拠として1967年の論文でヴェイユは谷山・志村予想の成立に懐疑的なコメントをしていることをあげた。
ラングは志村の返信をセールとヴェイユに送りコメントを求めた。8月16日にセールから返信があった。セールは、彼の話の裏を取ろうとするラングの試みを非難した。セールとのやり取りの中でラングはセールに「これ以上間違ったストーリーを拡散するのはやめてくれ」と頼んだ。セールは最後に一言「手紙と志村の手紙のコピーを送ってくれてありがとう。とてもためになった」と返信し、これでやりとりは打ち切られた。
1986年12月3日にヴェイユは「私は志村の手紙がきっぱりと決着をつけていると思います」とラングに返信し、志村が語るこの予想の来歴、つまりこの予想は志村によるものであることを肯定した。
1986年の12月はじめのある晩、志村は妻と食事をしていた。なぜそうなったのかは思い出せないが谷山の話をしていた、と志村はいう。食事が終わりそこで会話は終わったが、志村は谷山のことが頭から離れなかった。突然、志村の目から涙が溢れてきた。谷山が可哀想でたまらなかったからだという。そして翌日から谷山との思い出話を書き始め、10日ほどでひとまず書き終わった。この文章は1989年に「谷山豊と彼の時代、非常に個人的な回想」というタイトルでロンドン数学会の会報で発表された。この記事の最後に谷山の問題についての言及があるが、これは編集者から要請があったからだという。
ラング (1995) にはセール、ヴェイユ、志村の手紙からの引用が複数あるが、これらの手紙の日付はすべて1986年8月から12月までの間になっている。
| 差出人   | 宛先    | 日付          | 引用箇所            |
| -------- | ------- | ------------- | ------------------- |
| 志村     | ラング  | 1986年8月13日 | p. 1303, 1306       |
| 志村     | Shahidi | 1986年9月16日 | p. 1303, 1304, 1305 |
| 志村     | ラング  | 1986年9月22日 | p. 1302             |
| セール   | ラング  | 1986年8月16日 | p. 1306             |
| セール   | ラング  | 1986年9月11日 | p. 1306             |
| ヴェイユ | ラング  | 1986年12月3日 | p. 1306             |

### 1990年代：呼称に関する議論
1990年代、「ヴェイユ予想」「谷山・ヴェイユ予想」と呼ばれてきたこの予想の名称からヴェイユの名前を排除すべく、ラングは大々的なキャンペーンを開始した。ラングは30年にわたってこの予想の歴史が誤って語られ続け当事者達に対する正当な評価が行われてこなかったとし、自身で行った調査をもとにこの予想を谷山・志村予想と呼ぶことにした。ラングは1995年に発表した記事の導入部でセールが1995年6月のブルバキ・セミナーにおいて語った呼称の由来は間違ってるとまず指摘し、1986年の「ためになった」という返信は何だったのか、と糾弾する。さらにゲルト・ファルティングスが「谷山・ヴェイユ予想（本質的には志村による）」と倒錯した言い回しを用いたことを槍玉に挙げた。そしてこうした混乱が生じた主な原因はヴェイユが1967年の論文でこの予想の来歴をきちんと書かずようやく1979年になってから全集のコメントに書いたからだ、と結論した。
ラングのキャンペーンの結果、この予想を「谷山・志村予想」と異なる名称で呼ぶことは憚られるようになった。今では多くの人がこの予想を谷山・志村予想と呼んでいる。しかしすべての数学者がラングの意見に同調しているわけではない。
足立は、予想の呼称をどうするかは重要ではないが、日光シンポジウムにおけるヴェイユの指導的役割やこの周辺の問題における大きな業績、例えば楕円曲線の導手 N をこの問題に関連づけたことなどを鑑みるならば「谷山=志村=ヴェイユ予想」という呼称もおかしなものではないとし、1995年の著書においてはこの呼称を採用している。
ローゼンは次の点を指摘する。
- この予想はヴェイユの1967年の論文で多くの数学者の関心を引くようになった。そしてこのときから10年間はこの予想はヴェイユ予想と呼ばれていたのであり、モジュラーな楕円曲線はヴェイユ曲線、モジュラ変数化はヴェイユ変数化と呼ばれていた。この論文のおかげで導手とこの問題との関係が明確になった。また、この論文の主定理がこの予想の確からしさの根拠となった。
- 1977年にセールが自身の論文で谷山の問題12を再掲するまで谷山の問題はほとんどの人に知られていなかった。
- 志村はこの予想に関して出版物の中で何も公表しなかった。

そして、この予想を「ヴェイユ予想」と呼びすべてをヴェイユの貢献としてしまうのは不公平であるが、ヴェイユの名前を抜くのも不公平であり、それでは正しく歴史を反映した呼称にならない、「谷山・志村・ヴェイユ予想」という呼称が当事者たち全員に対する正当な評価を反映した呼称だろうという。
ローゼンの意見にラングは、様々な事実が明るみになりヴェイユ自身が結論を下しているにもかかわらずヴェイユの結論を受け入れない人がいるのは遺憾なことだ、とコメントした。
セールは、呼称についての議論をあまり真剣に行う必要はないが、谷山・ヴェイユ予想という呼称のほうがより正確だと思う、と言っている。

### 2000年代：モジュラリティ予想
2000年の3月、セールはデイヴィッド・ゴスに宛てた手紙の中でこの予想の来歴について説明し、手紙の最後に「あなたのご提案のとおり、モジュラリティ予想の方がいいかもしれませんね？」と書いた。Milne (2006, p. 210) には、最近ではこの呼称が使われている、と書かれている。

## 証明へ
内容的に「ゼータの統一」というテーマを扱う豪快な予想であり、数論の中心に位置するものの一つと目されるまでにいたったが、攻略自体は絶望視されていた。
1984年秋、この予想からフェルマーの最終定理が出るというアイディアがゲルハルト・フライにより提示され、セールによる定式化を経て（フライ・セールのイプシロン予想）、1986年夏にケン・リベットによって証明されたことにより俄然注目を集めたが、アンドリュー・ワイルズを除いては、まともに挑もうとする数学者は依然として現れなかった。
アンドリュー・ワイルズ（Andrew Wiles、プリンストン大学教授）により、この予想はまず半安定な場合について解決された（1993～1995年）。ワイルズが1993年に発表した証明には一箇所致命的なギャップが存在したため、その修正に当ってはリチャード・テイラー(Richard Taylor)も貢献した。1994年9月、ワイルズはギャップを回避することに成功し、修正された証明は翌1995年に2編の論文として出版された Wiles (1995a) Wiles (1995b)。このことにより、ワイルズは谷山・志村予想の系であるフェルマー予想をも解決した。
一般の場合については2001年にリチャード・テイラー（ハーバード大学教授）、ブライアン・コンラッド（ミシガン大学教授)、フレッド・ダイアモンド（ブランダイス大学教授）、クリストフ・ブルイユ（IHES長期研究員）の4人による共著論文On the modularity of elliptic curves over Qにより肯定的に解決されたDiamond (1996), Conrad, Diamond & Taylor (1999), Breuil et al. (2001)。